# Dreher Antal Serfőzdéi Rt.
A Dreher Antal Serfőzdéi Rt. egy budapesti söripari vállalat volt Budapest X. kerületi Ihász utca mentén.

## Története

### A Dreher története

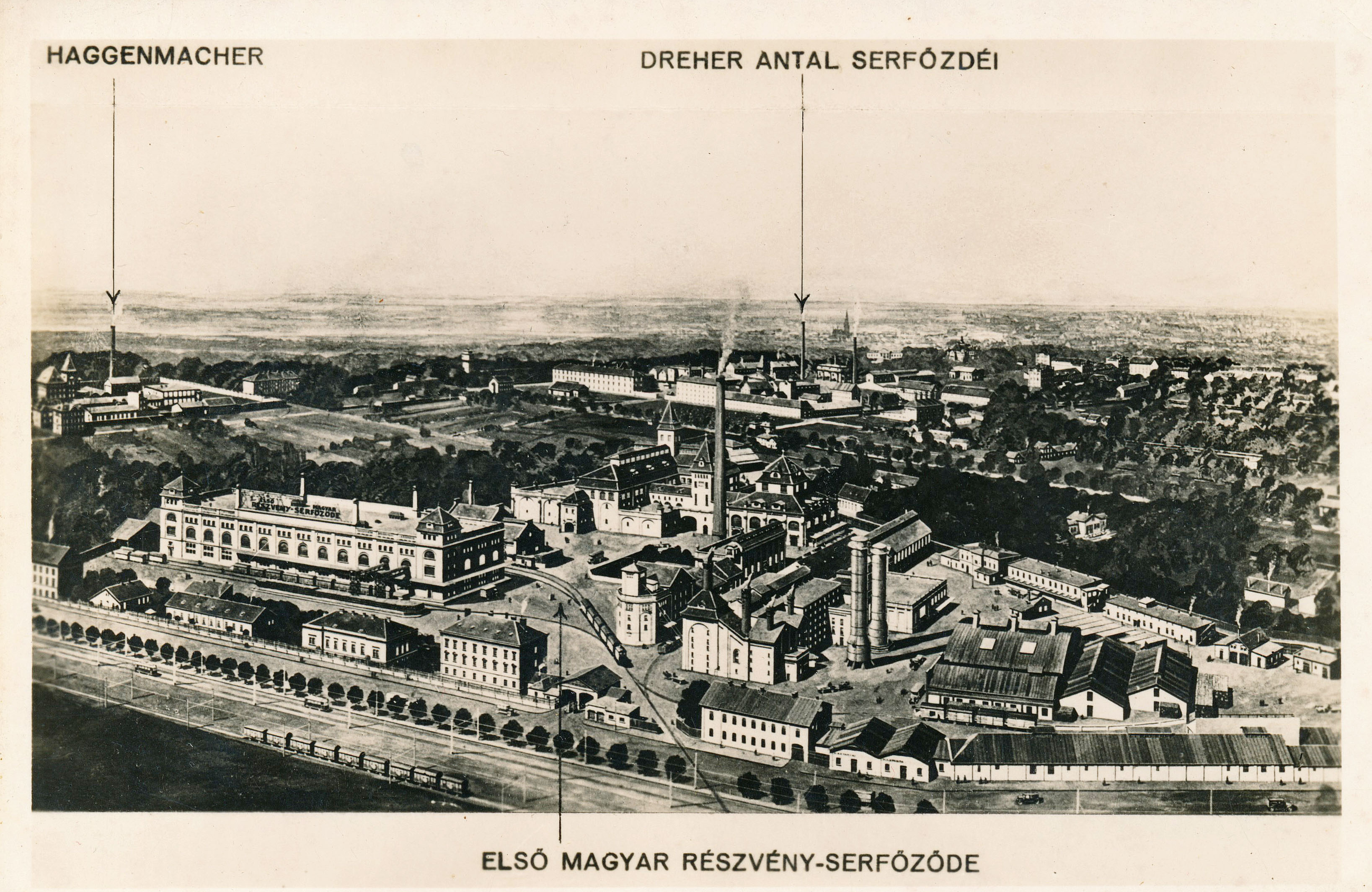
A kőbányai sörfőzdék látképe még az egyesítések előtt

Franz Anton Dreher (1736-1820) egyszerű csapos volt, mígnem 1796-ban megvásárolta a Klein-Schwechati Városi Serházat, és felfejlesztette azt. Fia, id. Dreher Antal (1810-1863) folytatta a családi hagyományt. Külföldön, (Angliában és Münchenben) kitanulta a sörfőzés mesterségét, sőt egy új fajta sört is kifejlesztett, az ún. Lagerbiert. 
1854-ben a szintén Münchenben tanult Schmidt Péter elkészítette az első főzet Kőbányai Sert, és megalapította a Kőbányai Serfőző Társaságot. A céget Pestre települve id. Dreher Antal 1862-ben felvásárolta, hogy megszüntesse a konkurenciát. Ebben az évben alapította meg a Dreherek első kőbányai üzemét, amely később a Dreher Antal Serfőzdéi Rt. nevet kapta. A gyárat 1863-ban építette fel a mai Előd köz–Ihász utca–Csajkovszkij park–Halom utca–Ászok utca–Bánya utca–Előd utca közötti telkeken (a mai Csajkovszkij-parknál). 
Apja halála után, 1870-ben ifj. Dreher Antal (1849–1921) átvette a vállalat irányítását. Fejlesztve a gyárakat elérte, hogy Kőbányán üzemeljen Magyarország legnagyobb sörüzeme. 1890-ben már 1,2 millió hektoliternyi italt termeltek. A gyárat 1893-ban kibővítették. 1895 körül mintegy 900 munkást foglalkoztatott. Gépeit ekkor egy 700 lóerős gőzgép hajtotta, és sörökön kívül malátát és élesztőt is gyártott.
Fia, Dreher Jenő (1872-1949) vezetésével alakult át a vállalat részvénytársasággá (1905), mely két évre rá függetlenedett az osztrák anyavállalattól. A sörgyár épületegyüttese (amely valószínűleg Mocsányi Károly és Székely Marcell építészek tervei alapján 1905–1910 között épült) mára – felújítás után –  előzetes védelem alá került.[forrás?] Sorra részesedést vásárolt a versenytársak, a Haggenmacher Kőbányai és Budafoki Sörgyárak Rt., a Barber és Klusemann Serfőzőház, illetve az Első Magyar Részvény Serfőzde Rt. tulajdonából, majd a belőlük létrehozott Dreher Kombinát 1928-ban beolvasztotta a kanizsai Király Serfőzde Rt.-t is, így létrehozva a Dreher–Haggenmacher Első Magyar Részvény Serfőzde Rt.-t, amely mintegy 70%-ban uralta a piacot. 1934-ben a szomszédos Fővárosi Serfőző Rt. került az érdekeltségébe, és ezzel minden nagy korábbi kőbányai sörgyár az irányítása alá került.
A család osztrák ága 1926-ban kihalt. 1912-ben Dreher Tivadar (Theodor) hunyt el fiatalon, autóbalesetet szenvedett Klagenfurt közelében. 1926-ban fia, a 12 esztendős Oszkár halt meg Abbáziában spanyolnátha és agyhártyagyulladás következtében. Anton Dreher (1898-1917) még az első világháborúban elesett. Ezzel az ottani sok száz milliárdos vagyon (pl. a schwechati és a trieszti gyár) és hitbizomány örökös nélkül maradt, illetve a magyar állampolgár Jenőre, Oszkár nagybátyjára szállt.
A gyárnak iparvágány kapcsolata volt az Első Magyar Részvényserfőzde Rt. sörgyárán keresztül a mai Albert Camus utca mentén Kőbánya felső vasútállomás felé, azonban ezt később elbontották.
A gyár melletti területen épült fel a Dreher-villa. A közeli Rottenbiller park is a gyárhoz tartozott, 1945 után kapta mai nevét.

### A cég megszűnése, államosítás

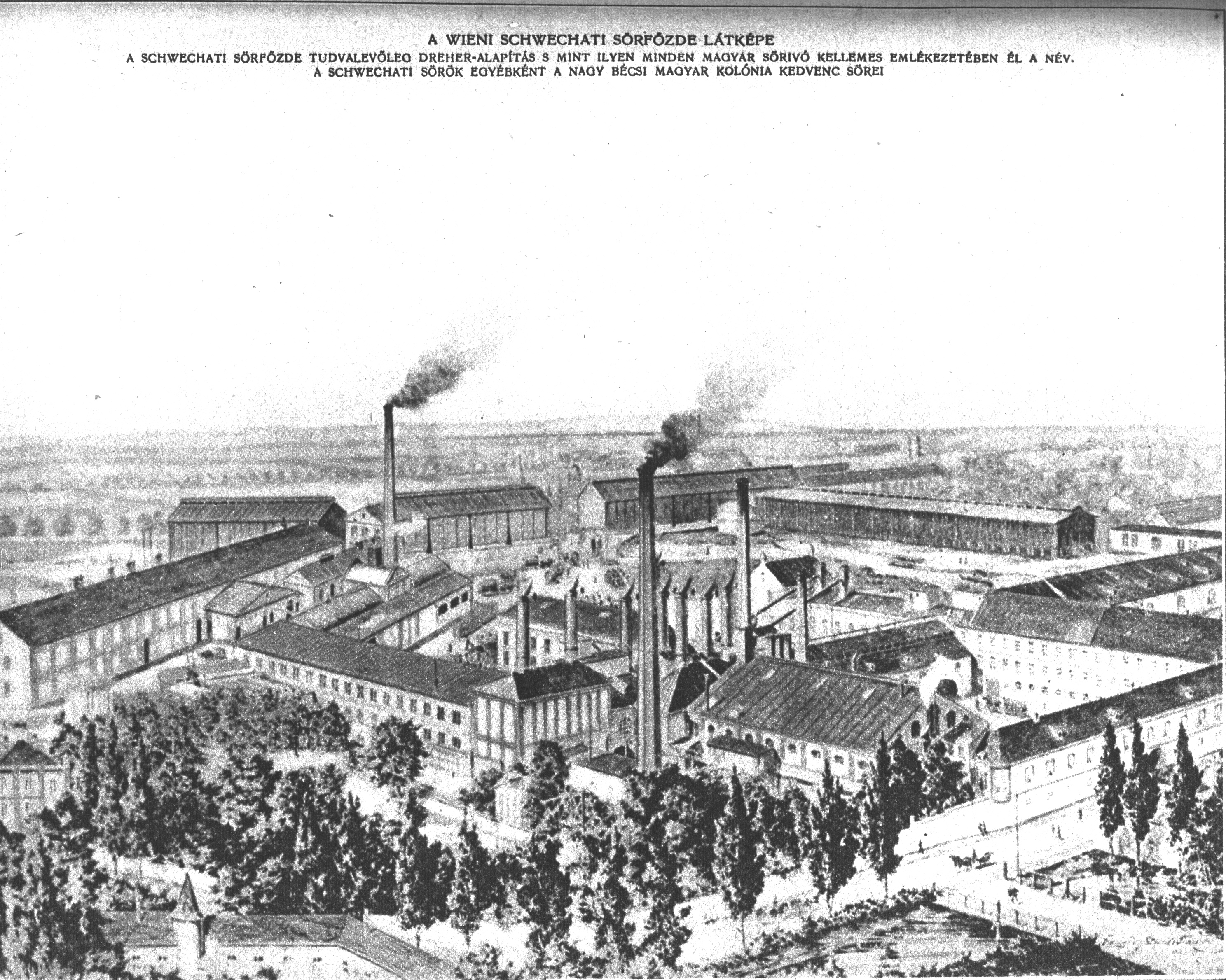
A bécsi schwechati sörfőzde látképe

1948-ban az államosítás során összevonták a vállalatot a Kőbányai Polgári Serfőző Rt.-vel és az Export Magyar Malátagyárral, de korábbi összevonások miatt idekerült a Fővárosi Serfőző Rt. is, és megalakult a Magyar Söripari Központ. A vállalat egyes részeit ugyanakkor az Édesipari Központhoz csatolták, ebből lett később a Duna Csokoládégyár. A korábbi sörgyárak, így a Dreher is, az átszervezéssel megszüntek, és Dreher sört sem gyártottak, mert a jogtulajdonosok külföldre menekültek, és a receptet magukkal vitték.
1949-ben jött létre a Kőbányai Sörgyárak Nemzeti Vállalat, majd a kőbányai, pécsi, soproni, nagykanizsai gyárak és a balatoni üzemek egyesítésével 1959-ben a monopolszerű, óriási Magyar Országos Söripari Vállalat. Ez azt jelentette, hogy Magyarországnak egyetlen sörgyára van gyáregységekkel, telephelyekkel országszerte, és kőbányai központtal.
1971-ben a söripart is „trösztösítették”, ekkor kapta a vállalat a Söripari Vállalatok Trösztje elnevezést. A vállalatforma lényege az volt az 1968-as új gazdasági mechanizmussal összhangban, hogy a korábbi tagvállalatok részben visszaszerezzék önállóságukat, ugyanakkor a koncentráció, a monopólium is fennmaradjon.
A trösztöt 1982-ben darabolták fel, és ekkor alapították meg az önálló Kőbányai Sörgyárat, továbbá a többi gyár is önállóságot kapott (köztük az időközben létrehozott Borsodi Sörgyár).

### A cég újjáéledése
1988-ban a Kőbányai Sörgyár szerződést kötött a Dreher jogtulajdonosokkal, és újra gyártani kezdte a Dreher sört. 1992-ben a Kőbányai Sörgyár részvénytársasággá alakult, majd 1993-ban Dél-Afrika egyik vezető sörvállalata, a South African Breweries (SAB) felvásárolta. Ezzel a Dreher vállalatnév újjáéledt, mert a cég, nyilván a jogtulajdonosok engedélyével, felvette azt (Dreher Sörgyárak Zrt.). Az új vállalkozás nem az eredeti Dreher gyárban (az Ihász utcában) működik, hanem az egykori Első Magyar Részvény Serfőzde Rt. épületeiben (Jászberényi út), mely a Kádár-korszakban a Kőbányai Sörgyár II. számú telepe volt.

## Képtár

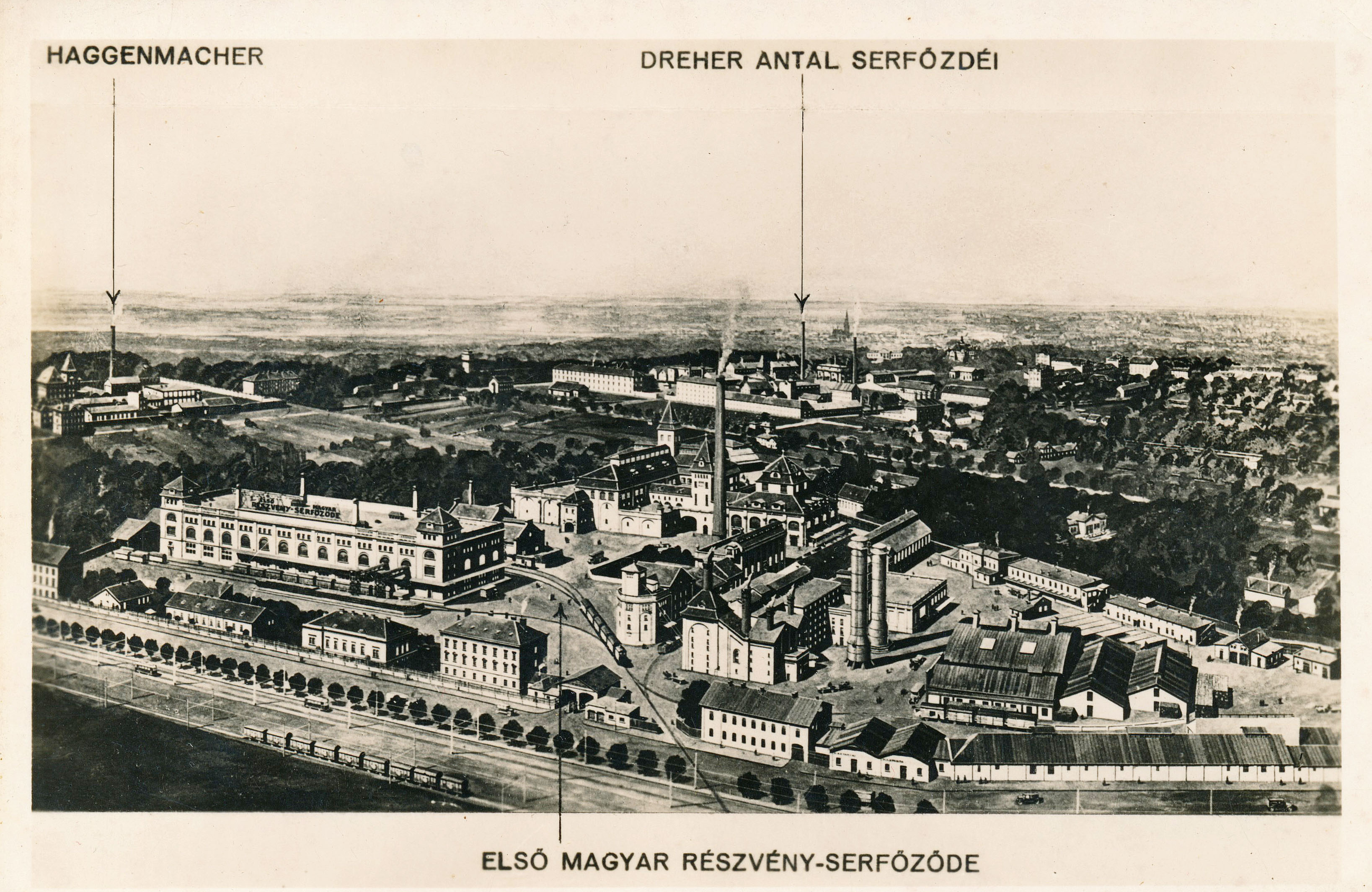
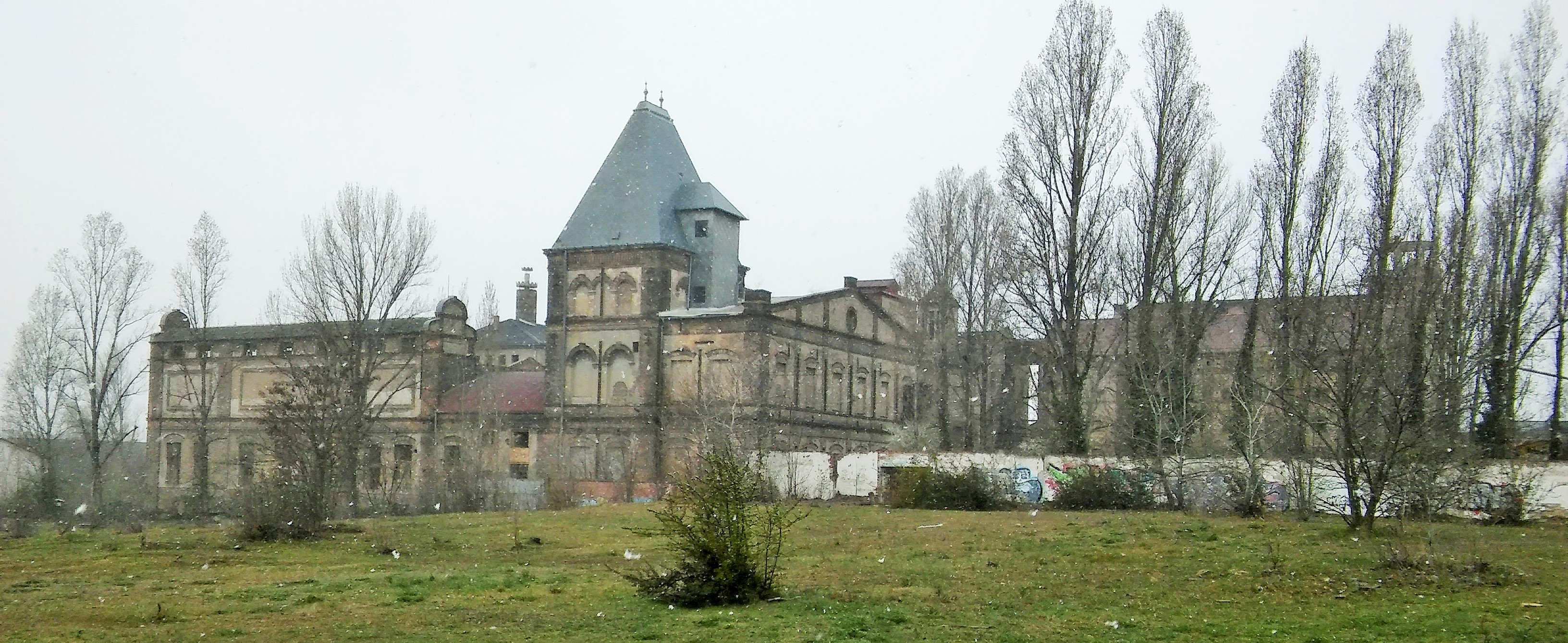
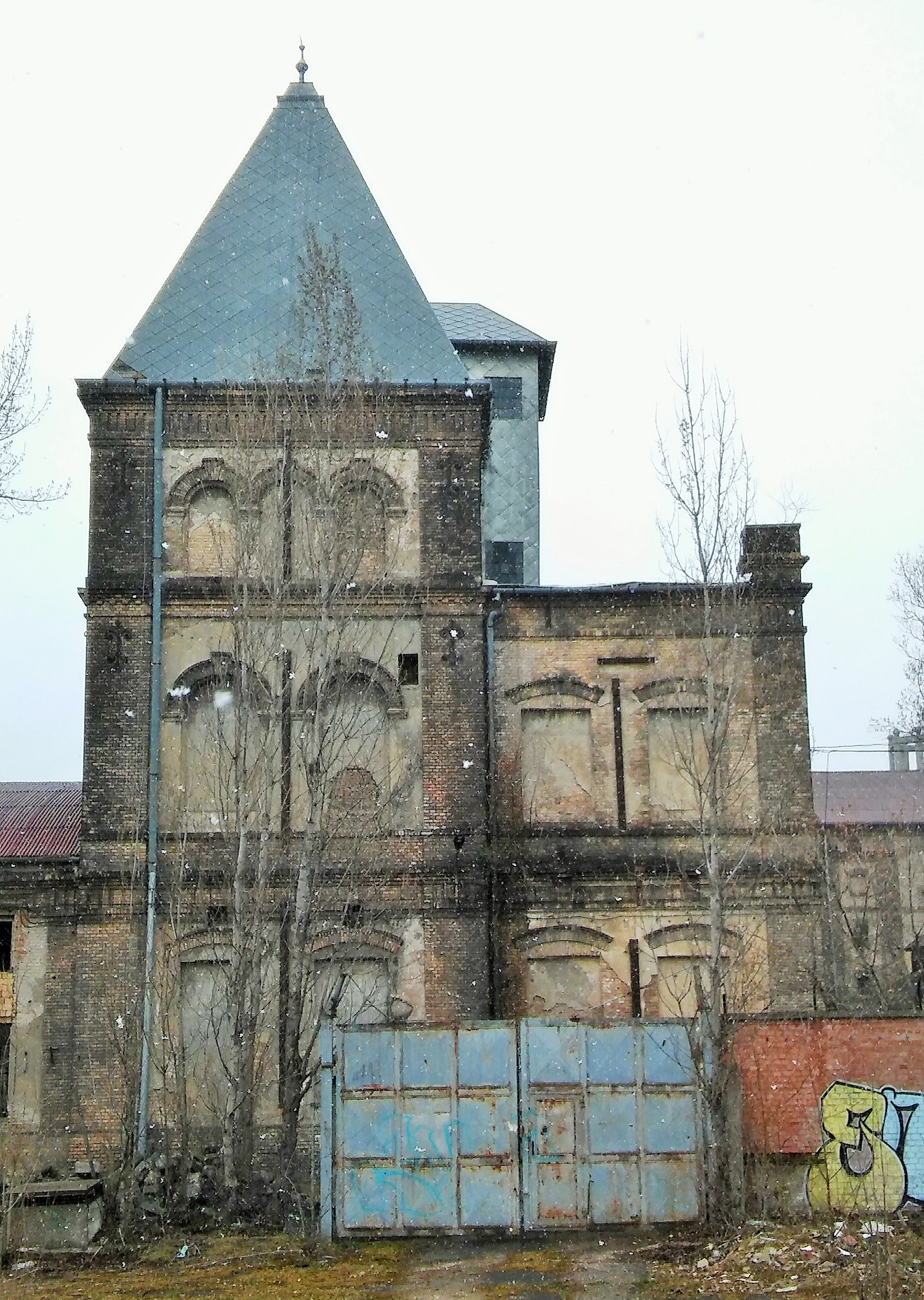
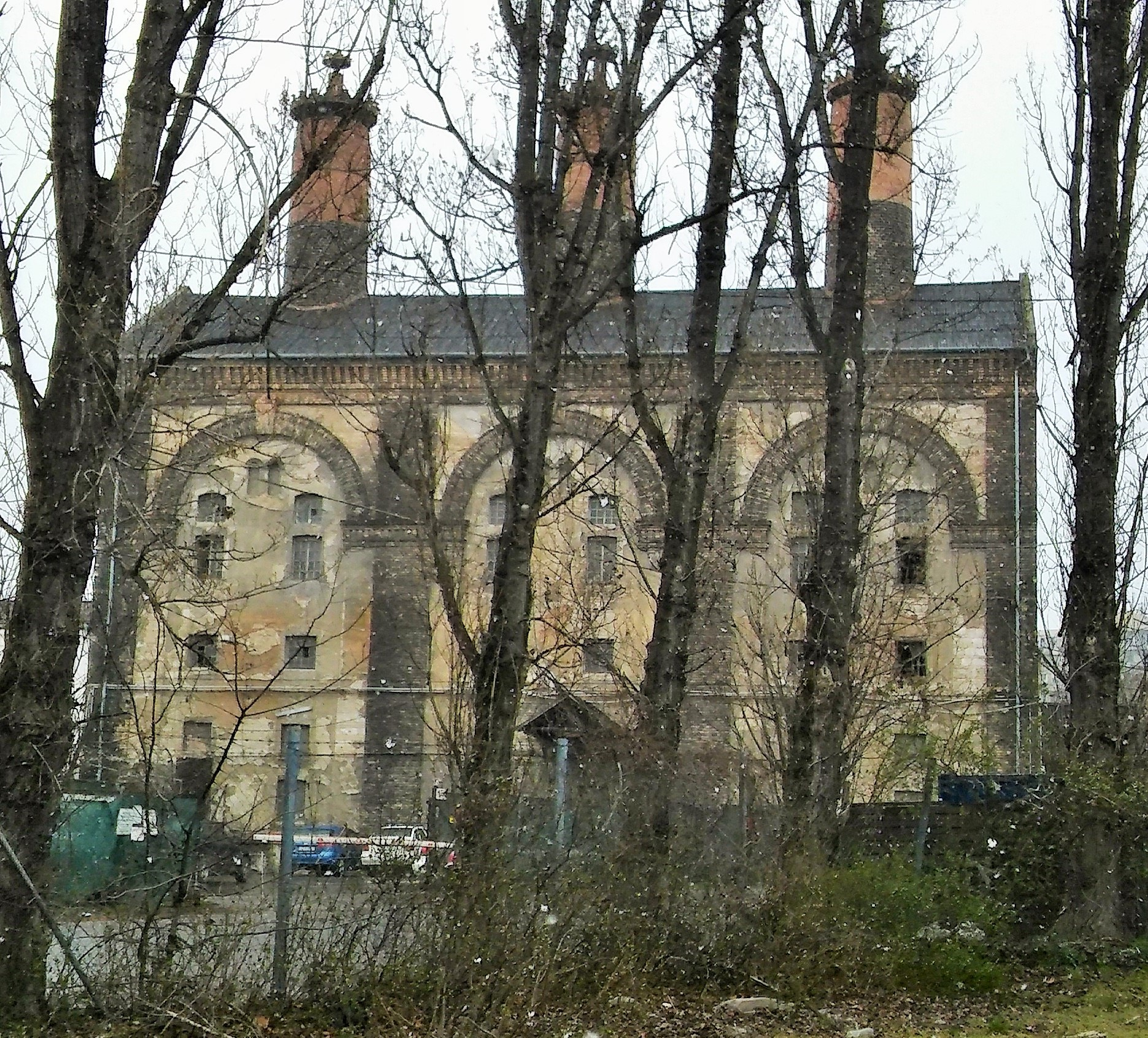
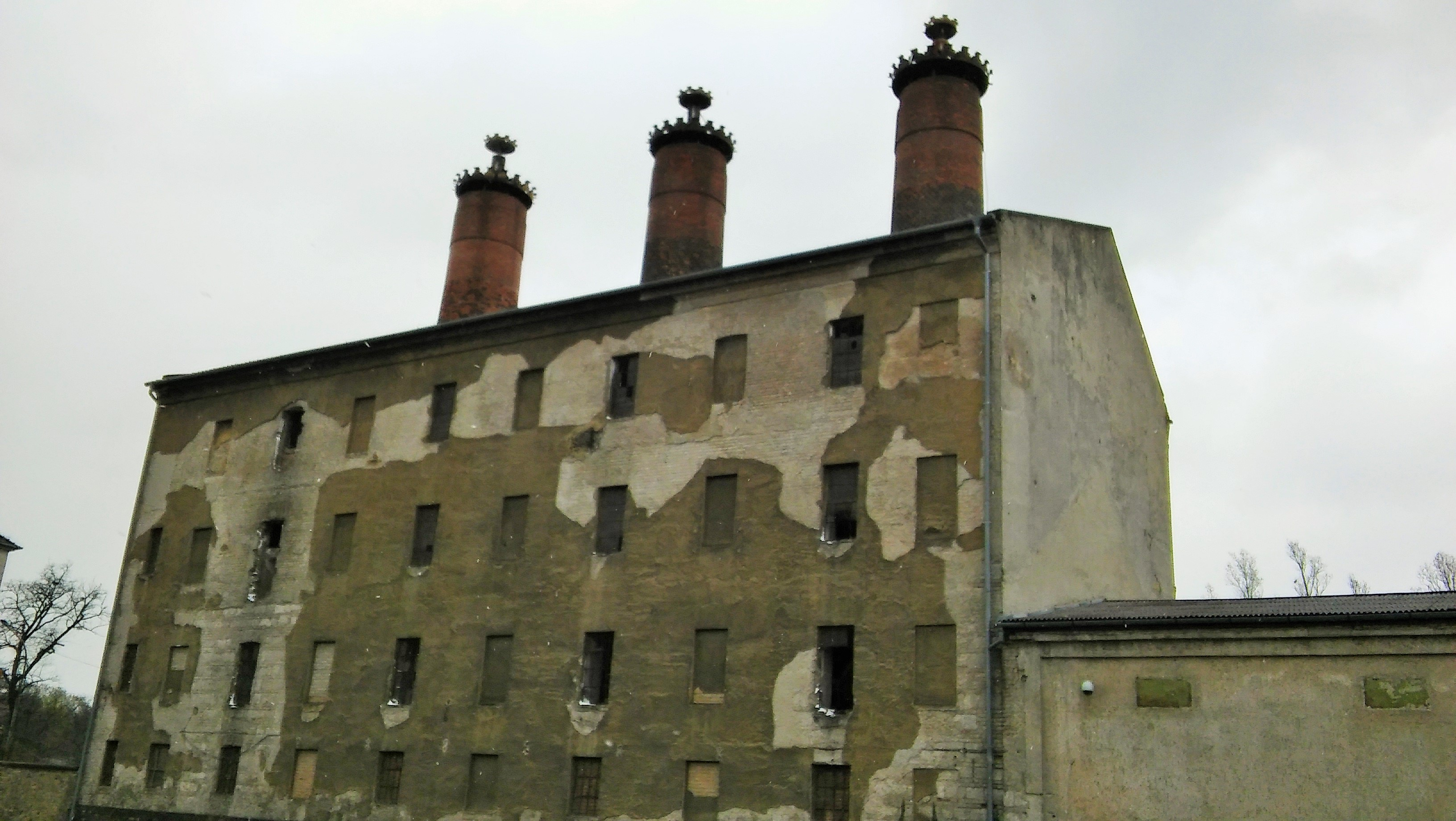
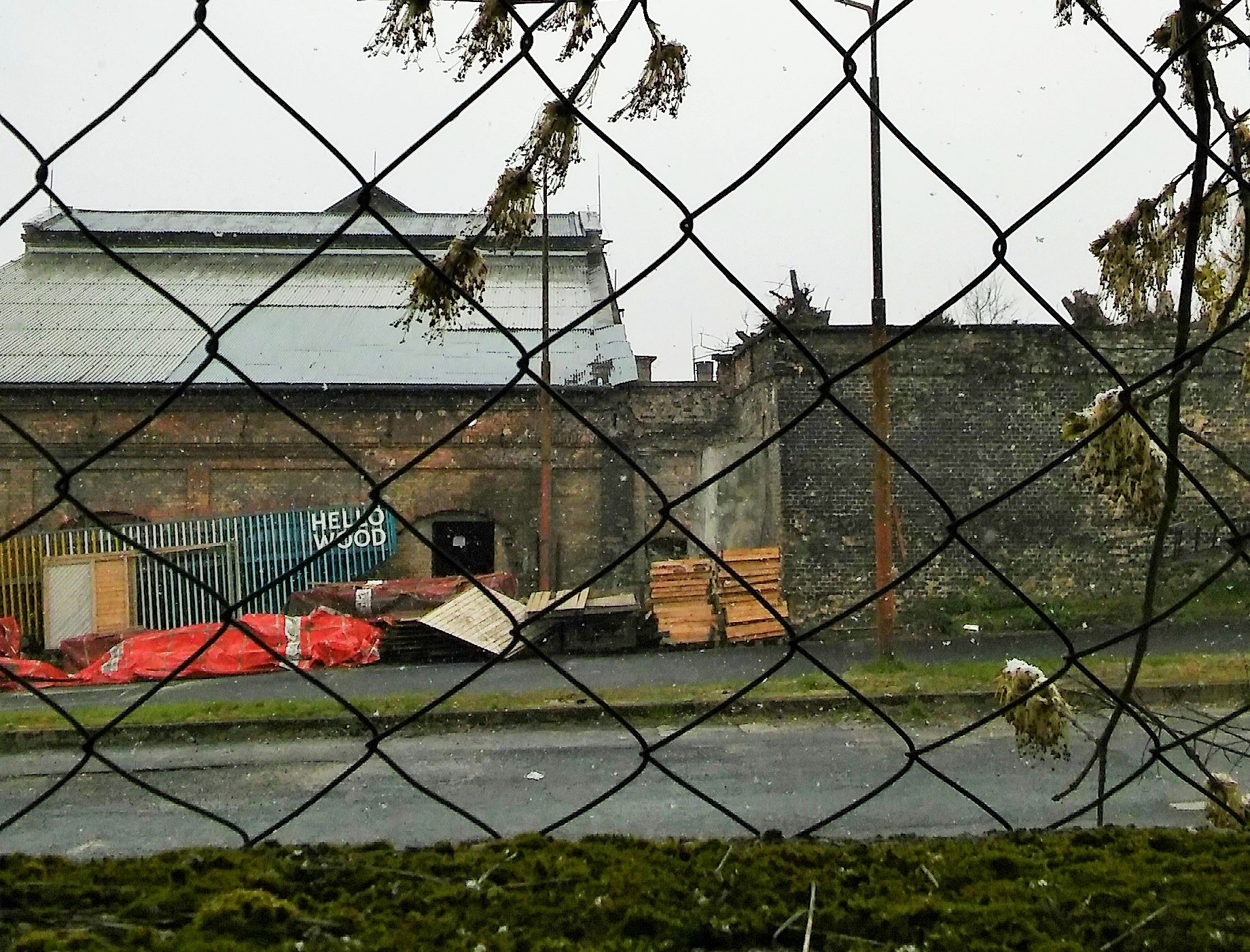
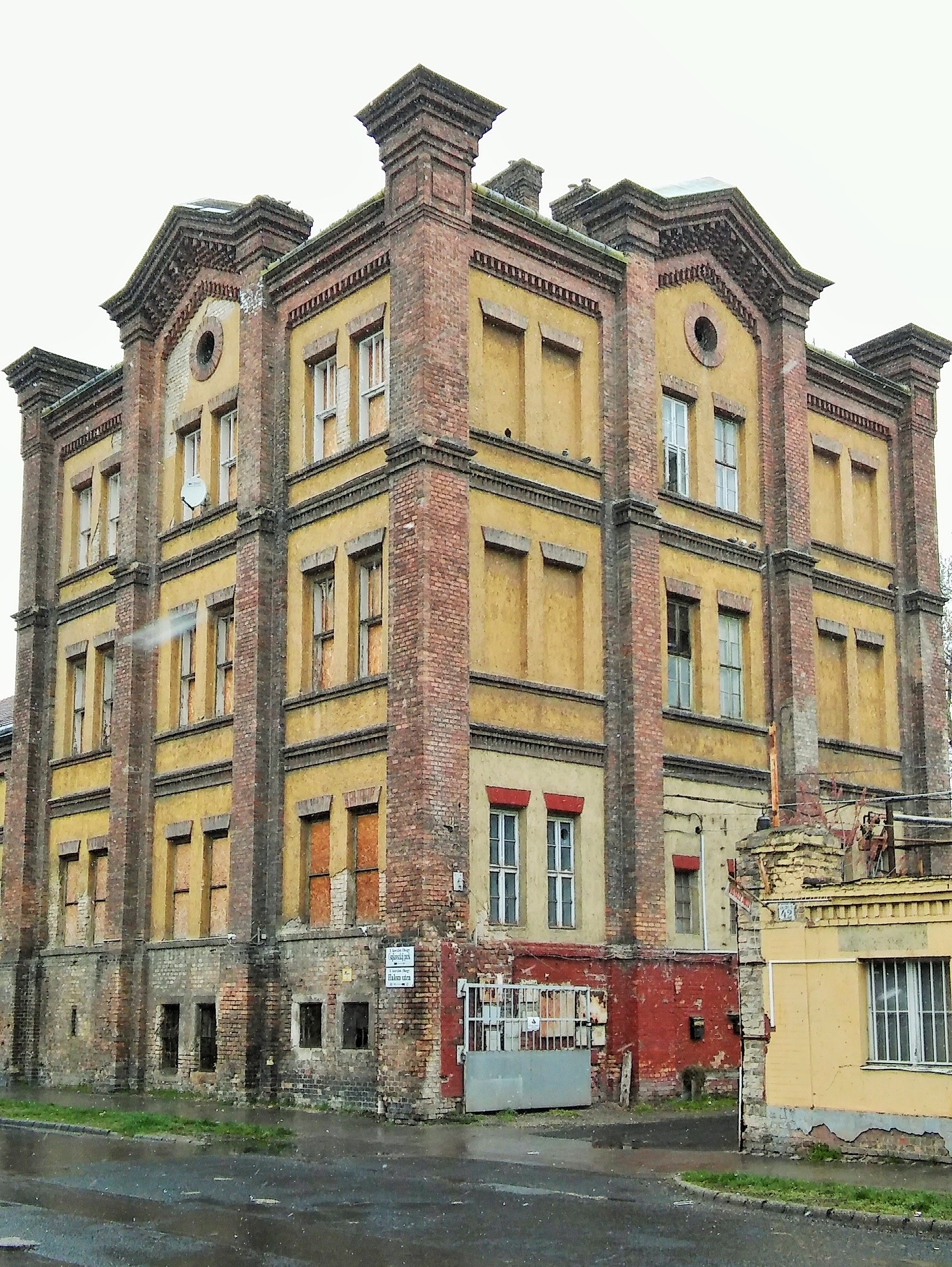
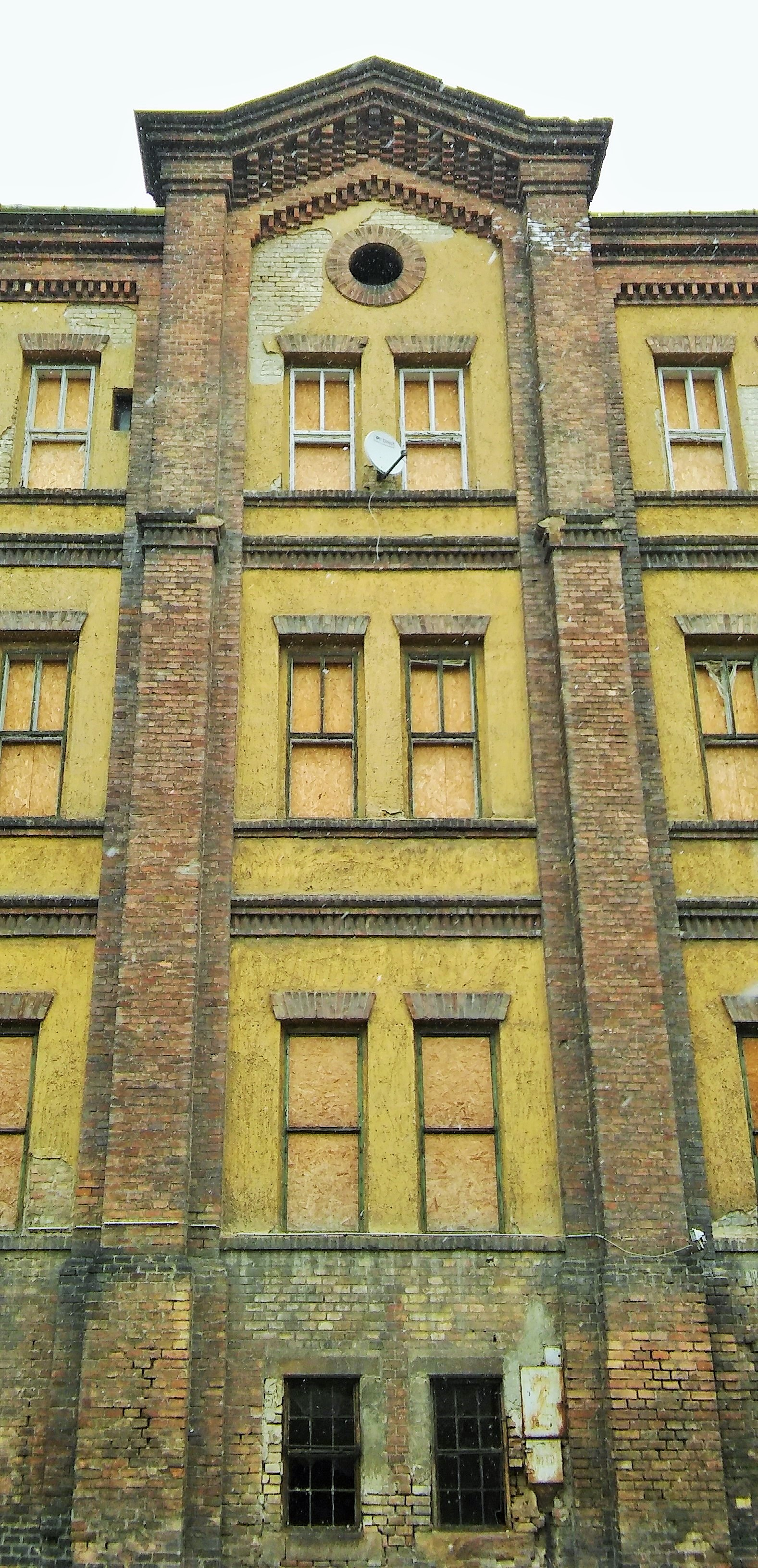
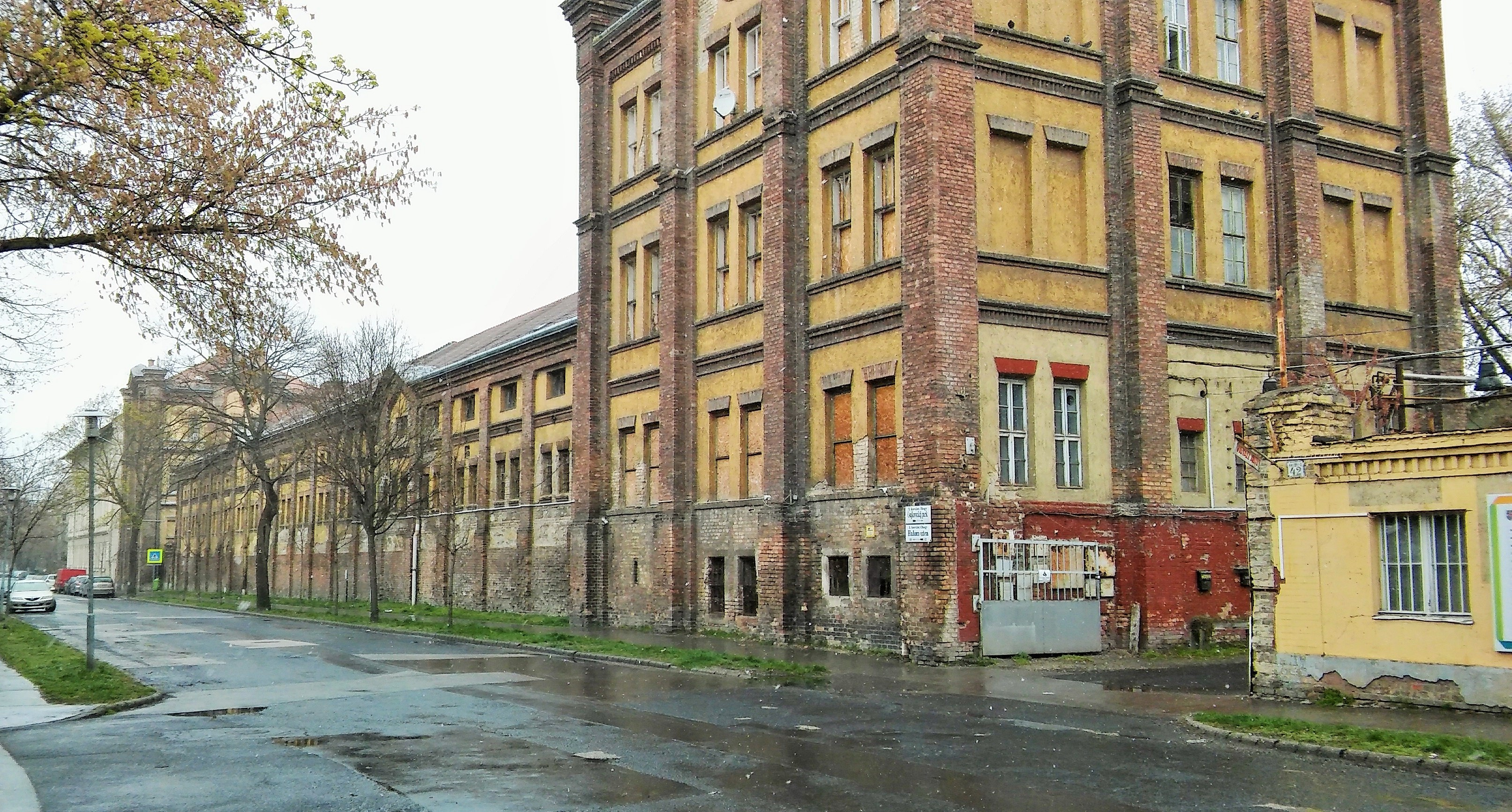
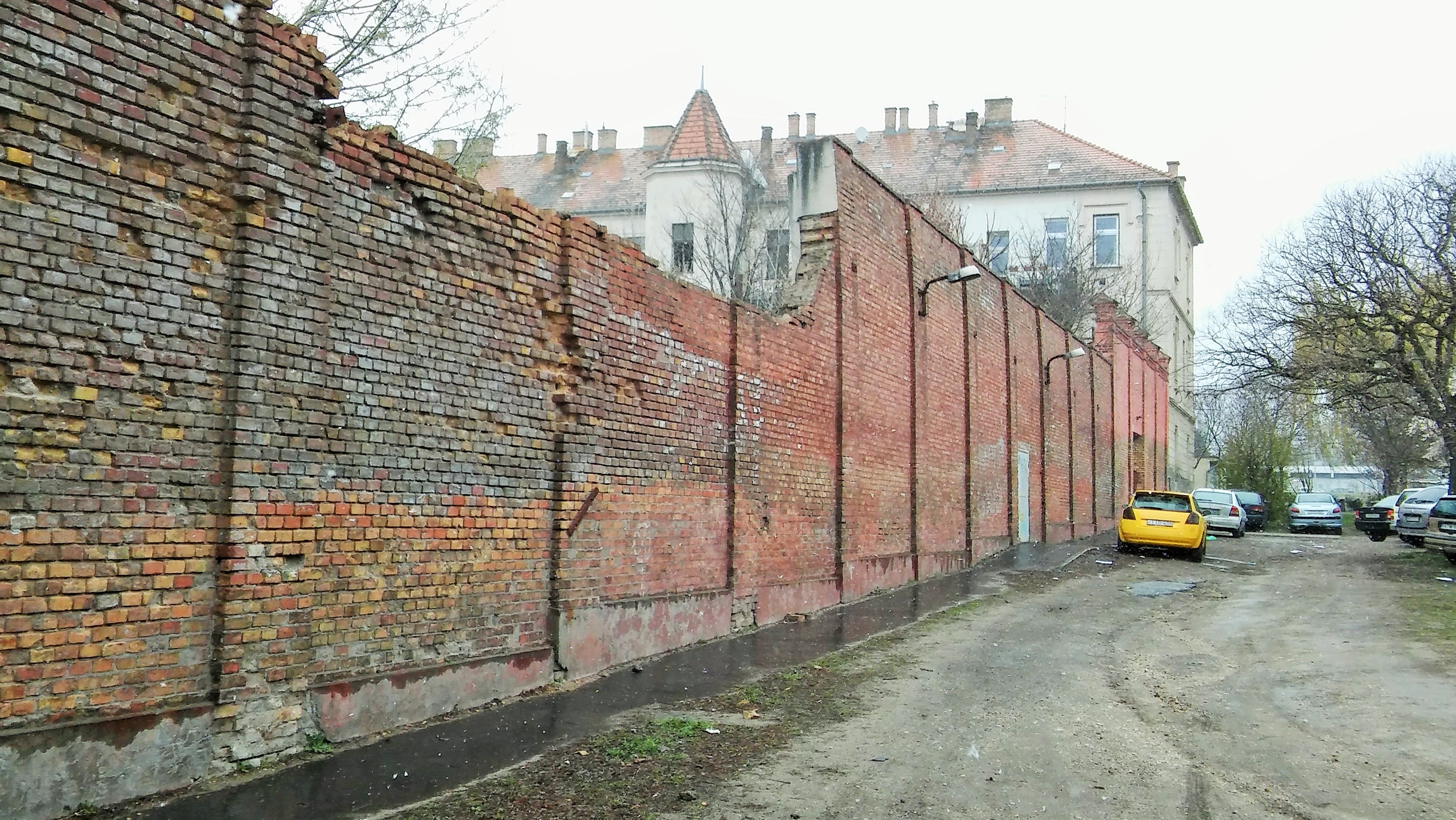

## Korabeli térképábrázolások
- 1873-as térkép
- 1878-as térkép
- 1882-es térkép
- 1895-ös térkép
- 1903-as térkép
- 1908-as térkép
- 1912-es térkép
- 1937-es térkép